# 鹰击8反舰导弹
鹰击八号（汉语拼音字母缩写为“YJ-8”）飞航式反舰导弹（北约代号CSS-N-4，绰号Sardine (沙丁鱼)）是中华人民共和国于1970年代后期至1990年代研制的一个飞航导弹系列，由中国飞航导弹研究院（中国航天机电集团公司第三研究院）开发，由此发展出一系列舰对舰、空对舰、潜对舰，岸对舰以及空对地导弹，并外销多国，出口业务由飞航导弹研究院所属的海鹰机电技术研究院经营。
中国军队装备的鹰击八号及其衍生型号包括鹰击8/81/82以及鹰击83/84/85（YJ-8/81/82; YJ-83/84/85）等，该系列出口系列型号名为C801/802。
因其最初被发现时因与法国的飞鱼反舰导弹外观布局相似，外界有“中国飞鱼”之称，但两者内部结构不尽相同。

## 研制过程
鹰击八号源于1970年代初中国海军提出研制用于强-5攻击机挂载的空对舰小型战术飞航式导弹的需求，最初设想舰对舰/空对舰“一弹多用”，采用带助推器的固体火箭发动机，高亚音速，超低空飞行。1973年10月主发动机样机完成试制。1975年提出论证方案，1977年9月正式批准研制方案，命名为“鹰击八号”。总设计师是梁守槃。
1970年代末由于空中挂载平台研制不确定的问题，决定先研制舰对舰型，用于改装24型快艇以及改装一艘开工的33G型潜艇（采用水面发射形式）。换装鹰击八号的053H2型护卫舰在1982年被批准建造。
1978年底开始导弹在陆地上进行模拟飞行试验，1982年开始进行海上发射试验。在1985年进行的定型试验中，改装后的24型导弹艇发射6枚鹰击八号导弹全部命中靶标，其中一发击沉了作为靶船的排水量一千吨级的542号护卫舰。
1984年中华人民共和国国庆35周年阅兵中，鹰击八号导弹首次公开露面。
鹰击八号导弹的弹头为椭圆球形，圆柱形弹体，弹翼和舵面布局为“Ｘ–Ｘ”的样式，弹体从前向后分别为雷达舱、驾驶仪舱、固体火箭发动机、尾舱和助推器。采用“自控”加“自导”控制体制，中段巡航阶段由自动驾驶仪和无线电高度表控制在一定距离内按预定的航向飞行，末端单脉冲主动雷达制导，末制导雷达开机捕捉并跟踪目标，导引导弹飞向目标，采用超低空掠海飞行的攻击方式，巡航高度通常是20-30米，末端阶段高度下降到5米，导弹击中船的水线部位半穿甲爆破型战斗部穿透船舷在内部爆炸以对敌人造成最大的损伤。
与早期中国反舰导弹如上游/海鹰/鹰击系列相比，全新设计的鹰击八号外形已大大缩小，导弹尺寸紧凑的优势是可用于更广泛的装载平台，如之前中国大型反舰导弹不能装用的空基、潜基平台，或者在单一搭载平台可携带数量更多的导弹。

## 型号系列
由于最初批准项目是用于空基发射平台的空对舰导弹，因此用“鹰击”命名，后来因配套载机不确定的原因，率先发展了用于舰基平台的鹰击8舰对舰导弹，于1987年批准定型。
鹰击83实际上是少有的先有出口型号C802的基础上发展的中国军队装备序列型号，C802近似鹰击83的原型弹。与中国海军用鹰击8系列和出口型C801系列的亚型号有对应不同的是，出口型C802系列和中国海军用鹰击83系列独立发展各成系列。
外界很多资料曾把鹰击82与C802两个型号混为一谈，鹰击82实际上是鹰击8系列中的潜射型号；出口型号C802是在鹰击8基础上使用小型喷气发动机发展的增程型（对应本国装备型号是鹰击83），是两个完全不同的亚型号。

### 中国装备型号

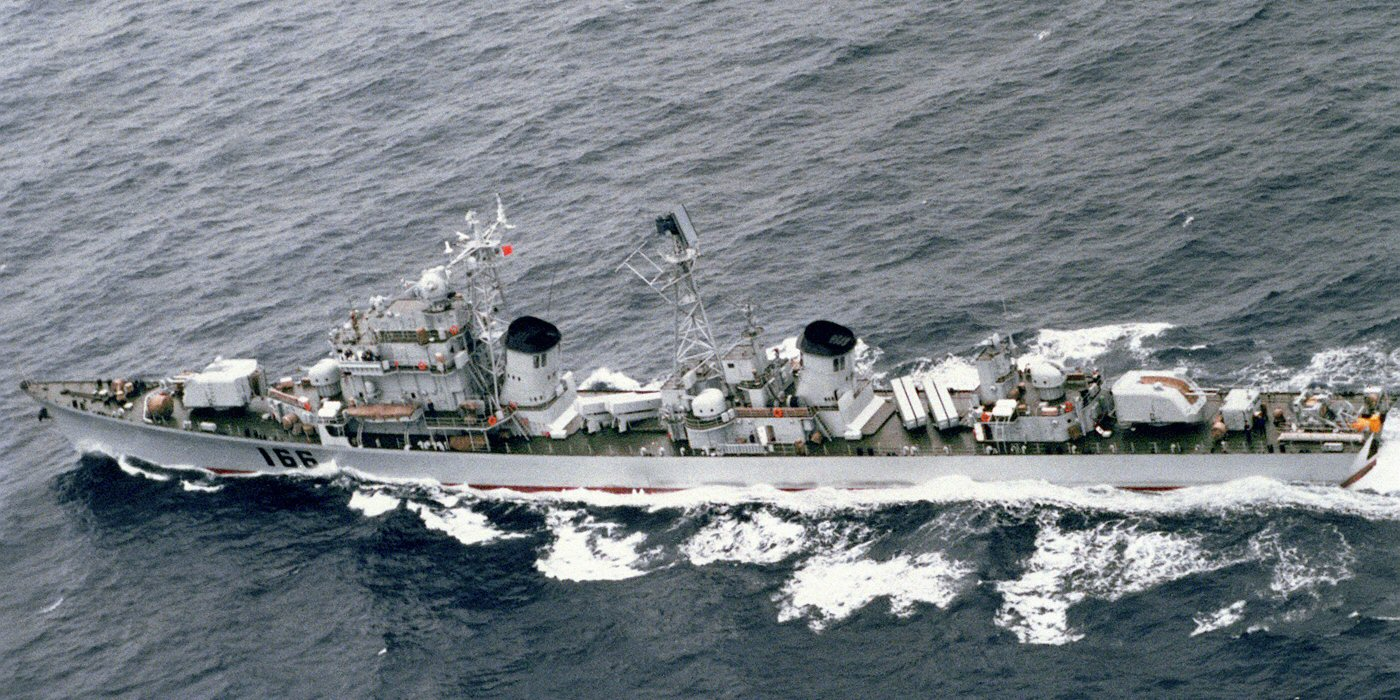
051G2型166舰上的鹰击八号导弹发射架

- 鹰击8 – 早期型。弹翼不可以折叠，射程42公里。主要装备中国海军24型快艇/053H2型护卫舰/033G型潜艇（仅部署一艘，在建造中改装的，艇身上安装发射箱，必须浮出水面发射导弹，只是试验性用途）。
- 鹰击8A – 可折叠弹翼的改进型，使其可使用较小的发射箱。装备中国海军051G2型166“珠海”舰/053H2G型护卫舰
- 鹰击81 – 空射型，不带助推器，射程50公里。1996年完成试验，主要装备中国海军歼轰-7型“飞豹”战斗轰炸机。
- 鹰击82 – 潜射型，在鹰击8A基础上研制，可从潜艇鱼雷管用专用运载器发射。装备中国海军039型潛艇。鹰击82没有对应出口型号。

2015胜利日阅兵展示的鹰击83反舰导弹

- 鹰击83 – 增程型，使用小型涡轮喷气式发动机取代了火箭发动机，弹体长度增加，下部有涡轮喷气发动机进气道，射程增加到120千米以上，配备数据链系统接收信息引导。出口型号C802的研发最初由厂商自筹资金而不是由政府出资于1992年定型，在C802基础上为中华人民共和国海军研制，采用不同的制导系统，1998年定型，广泛用于中国海军驱逐舰/护卫舰。（北约代号CSS-N-8，绰号Saccade (扫描)）
  - 鹰击84 – 鹰击83的潜射型。采用与鹰击82类似的专用运载器“干”式发射方式。
  - 鹰击85 – 又称“YJ-83K”，鹰击83的空射型。
  - 鹰击83KH – 复合制导型。采用红外成像制导技术，替代鹰击8/83系列长期使用单一的单脉冲雷达末端导引。[5]
  - 空地KD-88 – 空射通用型，既可以打击地面目标也可以打击水面目标的防区外打击武器。中段惯性导航系统搭配数据链引导，装备雷达制导、电视制导和红外成像制导末端导引的高爆弹头，有些也外加卫星导航系统导引。[6] 射程150~180公里，2006年定型。

### 出口型号
- C801 – 鹰击8出口用代號。
- C801A – 鹰击8A出口用代號。
- C801K – 鹰击81出口用代號。
- C802 – 鹰击83对应的外贸出口用型号。
  - Noor – 伊朗引进国产化型号。
  - C802A – 射程延伸到180km，2006年公开，巴基斯坦空军曾在2010年范堡罗航展作静态展示。
  - C802KD – 空射型。增强贯穿力，针对陆上水泥目标。
  - CM802AKG – KD-88出口用代號，在珠海航展公开展示，装备于巴基斯坦。

## 外销
- 阿尔及利亚

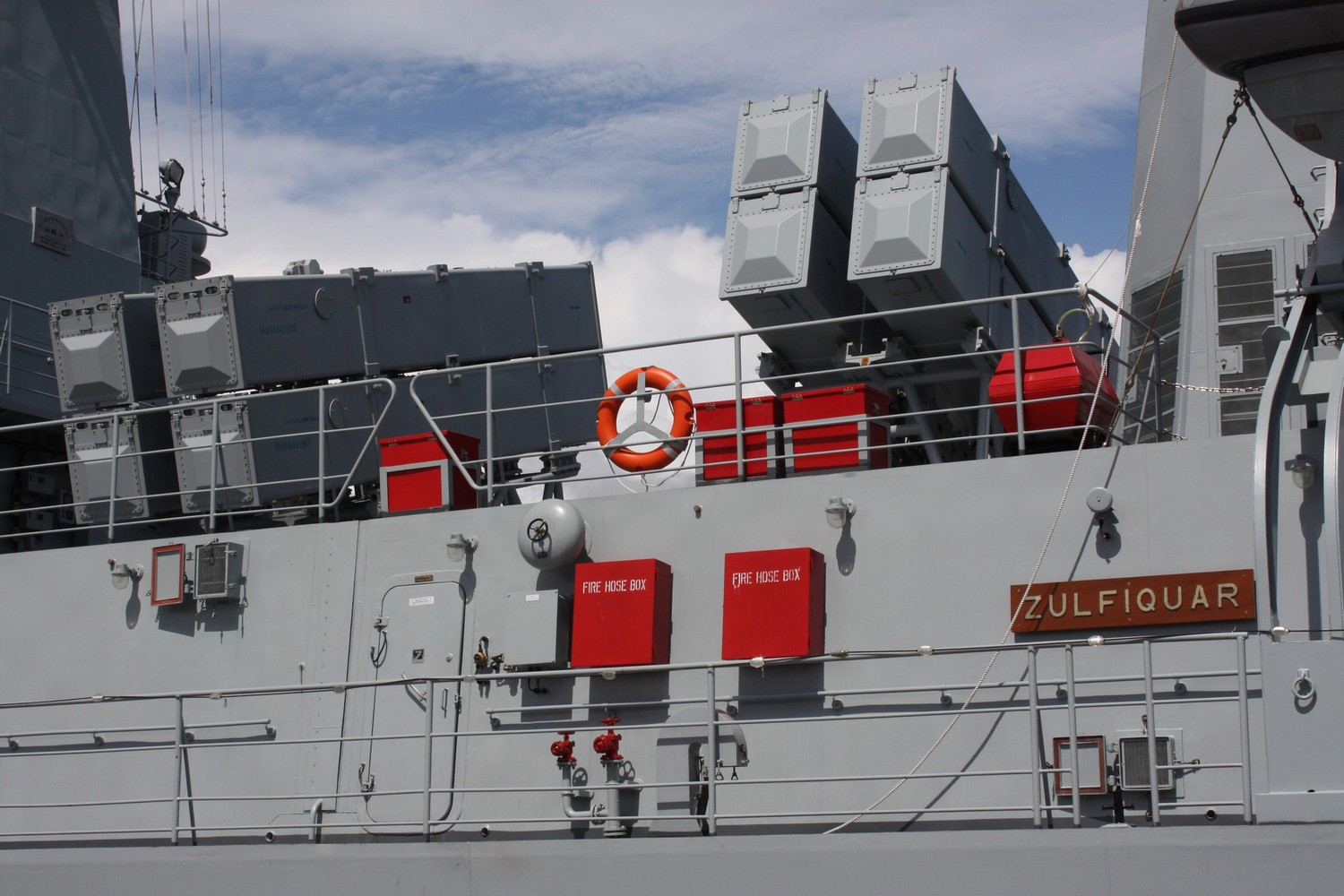
F-22P级护卫舰上C-802发射架

- – 装备于 BNS Osman 护卫舰.
- 喀麦隆
- 伊朗 – 至少60枚C802部署于格什姆岛
- 巴基斯坦 – 装于 F-22P Zulfiquar 护卫舰[7] 和 Jalalat II 飞弹快艇.
- 巴基斯坦 – 装于JF-17"雷电"战机
- 緬甸 – 装于 Aung Zeya 护卫舰 和 55系列快艇.
- 泰國 – 替换 C-801/YJ-8 的 C-802/YJ-83，装于053HT型护卫舰.[8]

## 逸闻
鹰击-8研制过程初期，因其与中国早期研制的飞航式反舰导弹相比体型较“小”；在研制单位只能排第“二”的从属地位；且并非上级下达的配套研制任务（在海军1970年提出强-5携带反舰导弹的计划被取消后，只是在总设计师梁守槃的争取下研制一直在缓慢进行）所以型号是“黑”的，由此在研制单位内部该弹还有“小二黑”的绰号。